# Beck-Prozess

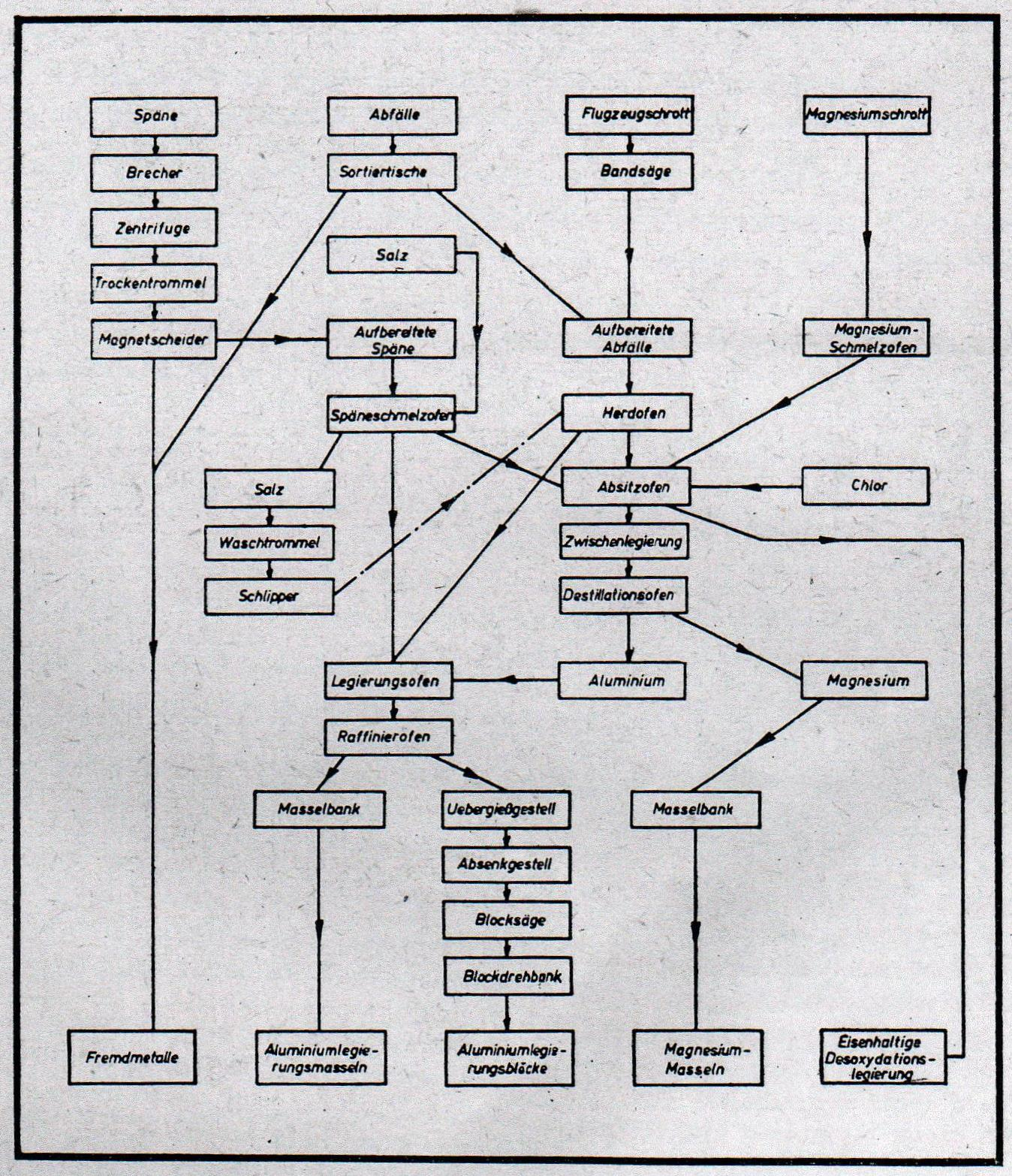
Schema der Bitterfelder Aluminium-Schrottaufbereitung

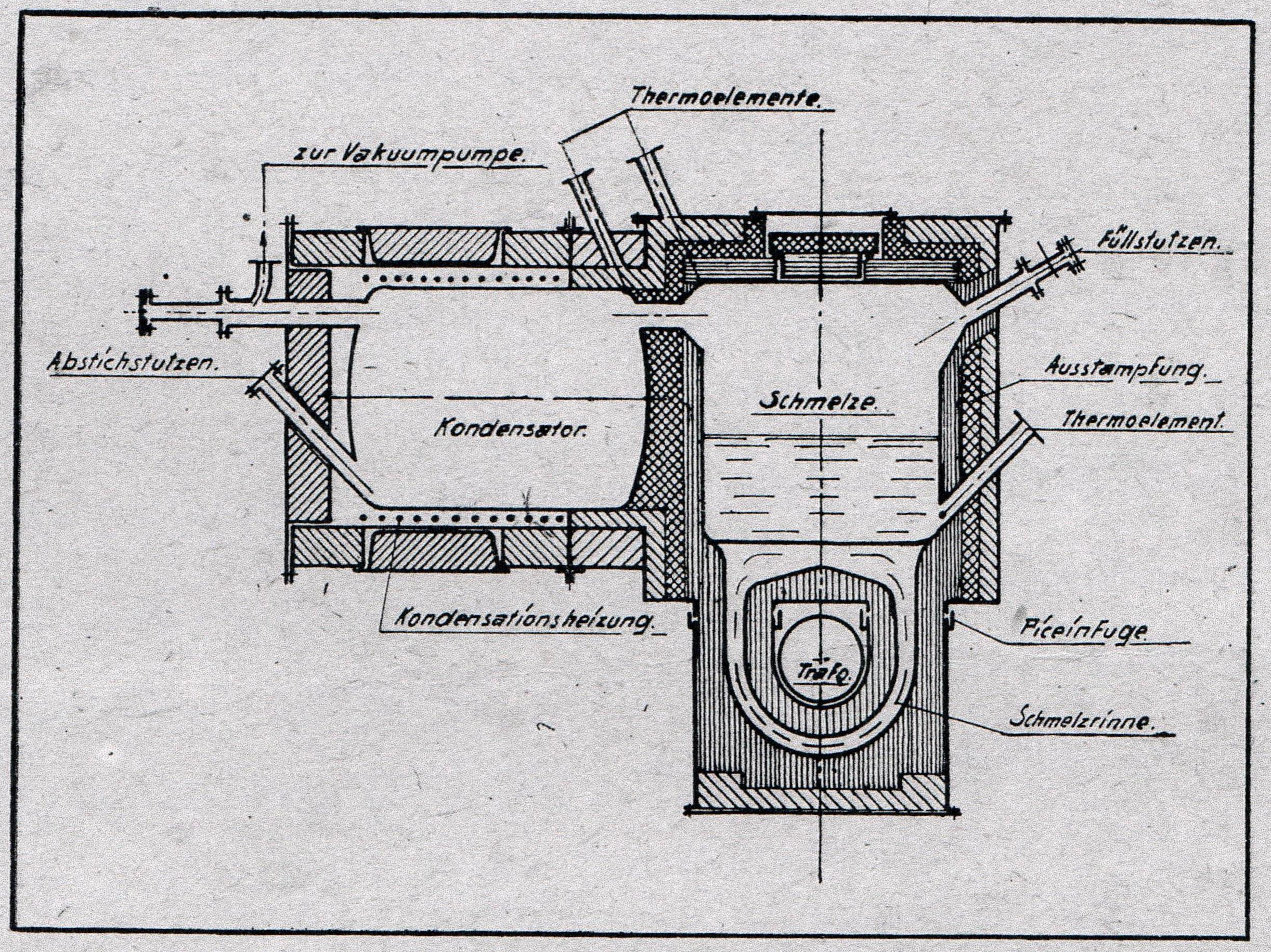
Schema des Vakuum-Niederfrequenzofens zur Schrottaufbereitung mit einem Fassungsvermögen von 2 Tonnen

Der Beck-Prozess ist ein Verfahren zur Gewinnung reinen Aluminiums aus unsortiertem Flugzeugschrott, das 1940 im IG Farbenwerk in Bitterfeld unter Leitung von Adolf Franz Beck (1892–1949)  entwickelt wurde.

## Verfahren
Das Verfahren verwendete keine sogenannten Sparmetalle (Blei, Kupfer, Chrom und Nickel) zur Raffination der Flugzeugschrott-Schmelzen, sondern durch Zugabe einer Schmelze von Magnesiumschrott wurden die Legierungselemente getrennt. Das entwickelte Verfahren war in der Lage Leichtmetallschrott auf wirtschaftlichem Wege zu hochwertigen Aluminium-Legierungen zu verarbeiten. Nach dem neuen Verfahren konnte Aluminium erschmolzen werden, aus dem Fliegwerkstoffe und Aluminiumlegierungen so hoher Reinheit hergestellt werden konnten, wie es unter Verwendung von Hüttenaluminium nicht möglich war.
Die aus dem Schrott gefertigten Sekundärlegierungen standen den Primärlegierungen nicht im Geringsten nach. Dafür wurde das Salzschmelzverfahren für Magnesiumspäne, ein Vakuum-Niederfrequenzofen zur fraktionierten Destillation von Magnesium und Zink aus Aluminiumschrotten und ein Herdschachtofen zum Schmelzen von Flugzeugschrott entwickelt.

## Geschichte
Die Inbetriebnahme der Schrottaufbereitungsanlage I und der Elektronmetall-Waschmetall und Abfallschmelze erfolgte 1940 in Bitterfeld. Eine weitere Schrottaufbereitungs-Anlage II wurde 1944 mit einer Kapazität von 60.000 jato (Tonnen pro Jahr) in Betrieb genommen. Das Beck-Verfahren erreichte damit seine großtechnische Reife. Den als geheim eingestuften Bericht „Geheim E 221“ zur Entwicklung des Verfahrens, den Adolf Beck 1944 vor der Lilienthal-Gesellschaft für Luftfahrtforschung in Weimar gehalten hatte, nahm das „Office of the Publication Board“ nach Kriegsende mit in die USA.